# Sande Station
 Ikke at forveksle med Sander Station.
Sande Station (Sande stasjon) er en jernbanestation på Vestfoldbanen, der ligger i byområdet Sande i Sande kommune i Norge. Stationen består af to spor med en øperron imellem, en gangbro og en stationsbygning i træ med kiosk og ventesal. Stationen betjenes af NSB's regionaltog mellem Skien og Eidsvoll.
Den første station i Sande blev åbnet sammen med banen 7. december 1881. Den blev fjernstyret 16. december 1970. Fra 28. maj 1978 til 29. august 1988 blev den ikke betjent af persontog. Da banen blev omlagt i forbindelse med anlæggelsen af dobbeltspor, blev stationen erstattet af den nuværende 5. oktober 2001. Stationsbygningen fra den gamle station, en bygning i hvidmalet træ i centrum af Sande, er bevaret.